# Гродзянец
Гродзяне́ц, Гродене́ц (бел. Градзяне́ц) — деревня в составе Гродзянского сельсовета Осиповичского района Могилёвской области Республики Беларусь.

## Этимология
Гродзянка, один из вариантов названия, происходит от славянской основы «городить», «городьба» («городянка»).

## Географическое положение
Расположена в 46 км на север от Осипович и в 1 км севернее ж/д станции Гродзянка (на линии Гродзянка — Верейцы), в 181 км от Могилёва. Через деревню пролегает прямолинейная улица меридиональной ориентации, по обеим сторонам неплотно застроенная деревянными крестьянскими домами.

## История
Деревня, основанная в начале 1920-х годов переселенцами из соседних деревень, была расположена на бывших помещичьих землях. В 1930 году здесь был создан колхоз имени К. Е. Ворошилова. Во время Великой Отечественной войны Гродзянец был оккупирован немецко-фашистскими войсками с конца июня 1941 года по 30 июня 1944 года; за время оккупации были сожжены 11 дворов и убиты 24 жителя деревни. На фронте погибло 5 жителей.

## Население
- 1941 год — 117 человек, 26 дворов[1]
- 1959 год — 128 человек[1]
- 1970 год — 133 человека[1]
- 1986 год — 61 человек, 34 хозяйства[1]
- 2002 год — 51 человек, 22 хозяйства[1]
- 2007 год — 32 человека, 18 хозяйств[1]

## Комментарии
1. ↑  Существует вариант названия женского рода: Гродзянка (бел. Градзянка). Варианты названия и ударение даны по: Назвы населеных пунктаў Рэспублікі Беларусь: Магілёўская вобласць: нарматыўны даведнік / І. А. Гапоненка і інш.; пад рэд. В. П. Лемцюговай. — Минск: Тэхналогія, 2007. — С. 60—61, 69. — 406 с. — ISBN 978-985-458-159-0..